# Mathias Holmgren
Pour les articles homonymes, voir Holmgren.
Mathias Holmgren est un chanteur suédois qui a connu la notoriété grâce à l'émission de télé réalité "Fame Factory" et à ses succès "Jag tillhör dig" et "Något som kan hända". Il est marié à Johan Thorsell, lui aussi participant de Fame Factory.
À partir de 2003, il remplace le chanteur Magnus Carlsson dans le groupe Barbados, mais ce projet s'arrête en 2004.
Au  Melodifestivalen 2003 (sélection suédoise pour l'Eurovision), le groupe Barbados a gagné une 3e place avec la chanson "Bye Bye". En 2005, Mathias se présente à la sélection nationale seul avec la chanson "Långt bortom tid och rum".